# 广西壮族自治区历史文化名镇
广西壮族自治区历史文化名镇已公布四批，先后共公布19个镇。其中前三批17个。其中9个镇已升格为国家级者，在列表中加粗显示。
- 第一批广西历史文化名镇：2010年8月13日公布，5个镇[2]

- 第二批广西历史文化名镇：2013年7月8日公布，6个镇[3]

- 第三批广西历史文化名镇：2016年12月31日公布，6个镇[4]

- 第四批广西历史文化名镇：2023年09月27日公布，2个镇[5]

## 分市名单

### 桂林市（9个）
- 灵川县大圩镇（1，已升格为第二批中国历史文化名镇）
- 兴安县兴安镇（1）
- 阳朔县兴坪镇（1，已升格为第三批中国历史文化名镇）
- 恭城瑶族自治县恭城镇（2，已升格为第六批中国历史文化名镇）
- 兴安县界首镇（2，已升格为第六批中国历史文化名镇）
- 永福县百寿镇（2）
- 兴安县严关镇（3）
- 阳朔县福利镇（3，已升格为第七批中国历史文化名镇）
- 雁山区雁山镇（4）

### 贺州市（2个）
- 昭平县黄姚镇（1，已升格为第三批中国历史文化名镇）
- 八步区贺街镇（2，已升格为第六批中国历史文化名镇）

### 北海市（2个）
- 铁山港区南康镇（1）
- 合浦县山口镇（4）

### 柳州市（1个）
- 鹿寨县中渡镇（2，已升格为第六批中国历史文化名镇）

### 百色市（1个）
- 靖西市安德镇（2）

### 防城港市（1个）
- 防城区那良镇 （3，已升格为第七批中国历史文化名镇）

### 南宁市（2个）
- 武鸣区罗波镇（3）
- 武鸣区府城镇（3）

### 梧州市（1个）
- 岑溪市筋竹镇（3）